# Трудовое (Покровский район)
Трудовое (укр. Трудове) — село на Украине, находится в Покровском районе Донецкой области.
Код КОАТУУ — 1423388504. Население по переписи 2001 года составляет 116 человек. Почтовый индекс — 85650. Телефонный код — 6278.

## Адрес местного совета
85650, Донецкая область, Марьинский р-н, с. Успеновка, ул. Советская, 36а[обновить данные]